# Xysticus ryukyuensis
Xysticus ryukyuensis är en spindelart som beskrevs av Ono 2002. Xysticus ryukyuensis ingår i släktet Xysticus och familjen krabbspindlar. Inga underarter finns listade i Catalogue of Life.